# Chorizanthe commisuralis
Chorizanthe commisuralis är en slideväxtart som beskrevs av Esprit Alexandre Remy. Chorizanthe commisuralis ingår i släktet Chorizanthe och familjen slideväxter. Inga underarter finns listade i Catalogue of Life.